# Polnische Streitkräfte in der Sowjetunion
Die Polnischen Streitkräfte in der Sowjetunion (polnisch Polskie Siły Zbrojne w ZSRR) waren der größte reguläre militärische Verband, der im Zweiten Weltkrieg an der Seite der sowjetischen Roten Armee kämpfte. Zugleich waren sie der größte polnische Verband, der auf Seiten der Alliierten kämpfte.

## Anders-Armee (1941–1942)

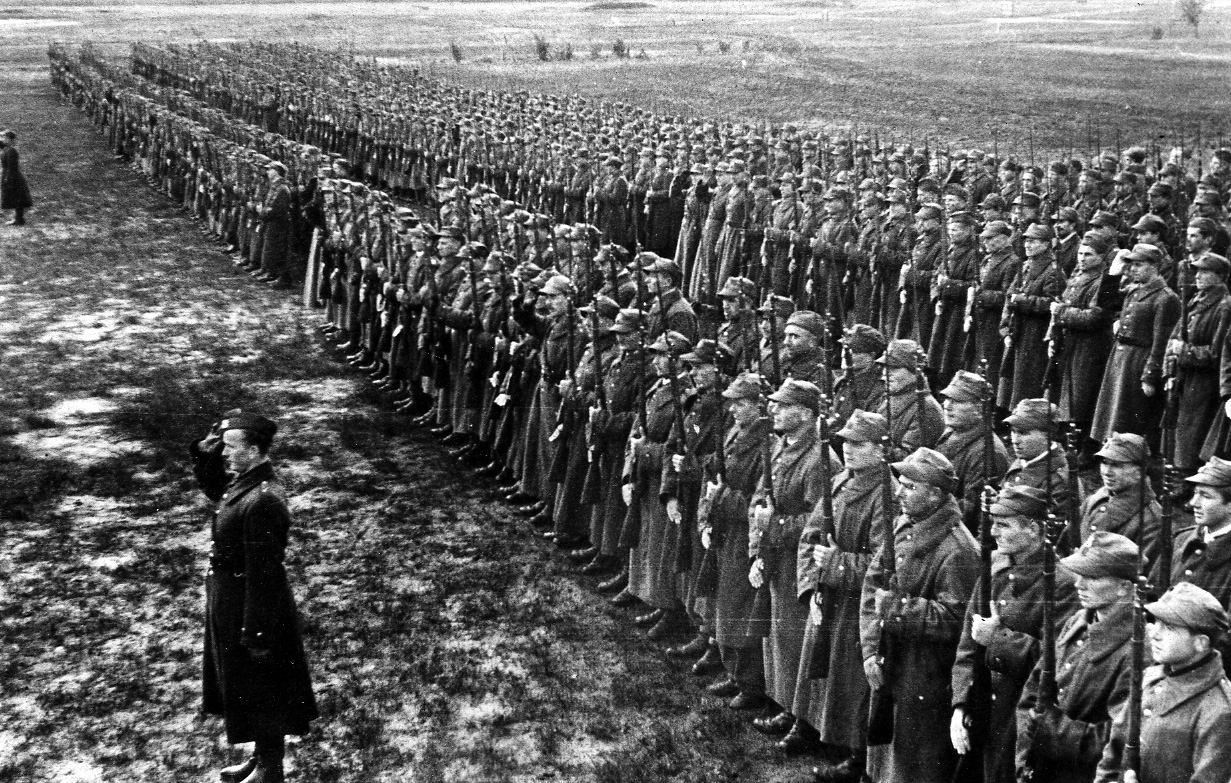
Anders-Armee in der Sowjetunion, Anfang 1942

Im Sommer 1941, nach dem deutschen Überfall auf die Sowjetunion, stellte die sowjetische Regierung mit Einverständnis der in London residierenden polnischen Exilregierung – festgehalten unter anderem im Sikorski-Maiski-Abkommen vom 30. Juli 1941 – aus den Polen, die in den Jahren 1939–1941 in die Sowjetunion deportiert worden waren, polnische Streitkräfte auf. Gemäß dem Abkommen wurden sie von einem polnischen General angeführt und unterstanden operativ dem sowjetischen Oberkommando. Nach ihrem Befehlshaber, dem 1939 in sowjetische Kriegsgefangenschaft geratenen General Władysław Anders, wurde sie als Anders-Armee bezeichnet. Bis Ende 1941 wurden bei Busuluk in der Oblast Orenburg drei Divisionen aufgestellt, nach der Verlegung nach Taschkent noch eine vierte.
Zunächst sollte die Streitmacht auf 30.000 Mann begrenzt werden. Mitte Oktober 1941 wurde jedoch die Größe von 40.000 Soldaten überstiegen. In Verhandlungen mit Stalin in Moskau im Dezember 1941 erreichte Sikorski die Genehmigung einer Vergrößerung auf 96.000 Mann sowie die Zusage, 25.000 Mann nach Iran verlegen zu dürfen. Sikorski konnte diese Zusage erreichen, auch weil die Sowjetunion sich nicht in der Lage sah, diese Einheiten ausreichend auszurüsten und zu verpflegen.
Zum Jahresanfang 1942 wurden die für Iran vorgesehenen Truppen in den Osten des heutigen Usbekistans verlegt. Das ungünstige Klima der Region führte zu zahlreichen Krankheits- und Todesfällen. Im März wurden die dafür vorgesehenen Truppen schließlich über Iran in den Nahen Osten verlegt, wo sie dem britischen Nahostkommando unterstellt wurden. Im August 1942 erfolgte nach Auseinandersetzungen innerhalb der polnischen Exilregierung sowie zwischen der britischen und der sowjetischen Regierung die Verlegung weiterer 41.000 Militärangehöriger und 28.000 Zivilisten auf diesem Weg. Sie bildeten dort den Grundstock für die Aufstellung des 2. Polnischen Korps, das ab 1944 im Italienfeldzug eingesetzt wurde. Die Anders-Armee hatte damit die Sowjetunion vollzählig verlassen. Im Gefolge der Anders-Armee waren auch die später als Teheran-Kinder bekannt gewordenen polnisch-jüdischen (Waisen-)Kinder nach Iran gekommen, die zunächst Zuflucht in Teheran fanden und Anfang 1943 nach Palästina gebracht wurden.

## Berling-Armee (1943–1944)

### Allgemeines

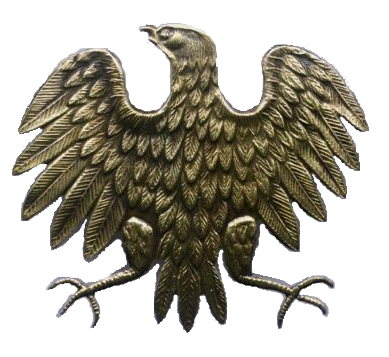
Der Adler (ohne Krone) der Polnischen Streitkräfte in der Sowjetunion

Nach der Aufdeckung des Massakers von Katyn und dem Abbruch der diplomatischen Beziehungen zur polnischen Exilregierung beschloss Stalin, wiederum polnische Streitkräfte in der Sowjetunion aufzubauen. Dies fügte sich in die seit 1942 betriebenen Bemühungen ein, einen künftigen polnischen Nachkriegsstaat von vornherein an die Sowjetunion zu binden. Ein Element dieser Strategie war der im März 1943 in Moskau von polnischen Kommunisten gegründete Bund Polnischer Patrioten (ZPP). Kurz nach dieser Gründung unterzeichnete Stalin ebenfalls im März 1943 mit den ZPP-Vertretern Wanda Wasilewska und Zygmunt Berling ein Abkommen über die Bildung polnischer Streitkräfte in der Sowjetunion. Oberbefehlshaber wurde Zygmunt Berling. Die Truppen entstanden ohne Einverständnis der Polnischen Exilregierung. Ein Großteil des höheren Offizierkorps bestand aus abkommandierten sowjetischen Militärs.
1943 wurden die ersten beiden von später insgesamt zwölf Infanteriedivisionen aufgestellt, darunter die 1 Warszawska Dywizja Piechoty. Aufgrund des hohen Zulaufs an Freiwilligen wurde im September 1943 ein erstes Korps aufgestellt, das schließlich aus drei Divisionen bestand.
Im März 1944 wurde das 1. Polnische Korps in die 1. Polnische Armee umgewandelt. Hintergrund war die Erreichung des polnischen Staatsgebiets durch die Rote Armee am 4. Januar 1944, wo sofort mit der Einziehung weiterer Kämpfer begonnen wurde. Die Berling-Armee wuchs dadurch bis Juni 1944 auf rund 80.000 Mann an. Die 1. Polnische Armee kämpfte als Teil der 1. Weißrussischen Front unter anderem bei Warschau (siehe Warschauer Aufstand). Gleichzeitig begann die Aufstellung der 2. und 3. Armee, die später gemeinsam mit der 1. Armee eine Polnische Front bilden sollten.
Am 21. Juli 1944 wurden die Polnischen Streitkräfte in der Sowjetunion mit der kommunistischen Untergrundarmee Armia Ludowa zusammengelegt und in Ludowe Wojsko Polskie („Polnische Volksarmee“) umbenannt. Im Mai 1945 betrug die Stärke dieser polnischen Streitkräfte 330.000 Soldaten.
Die Ludowe Wojsko Polskie war bis 1989 die Armee der Volksrepublik Polen.

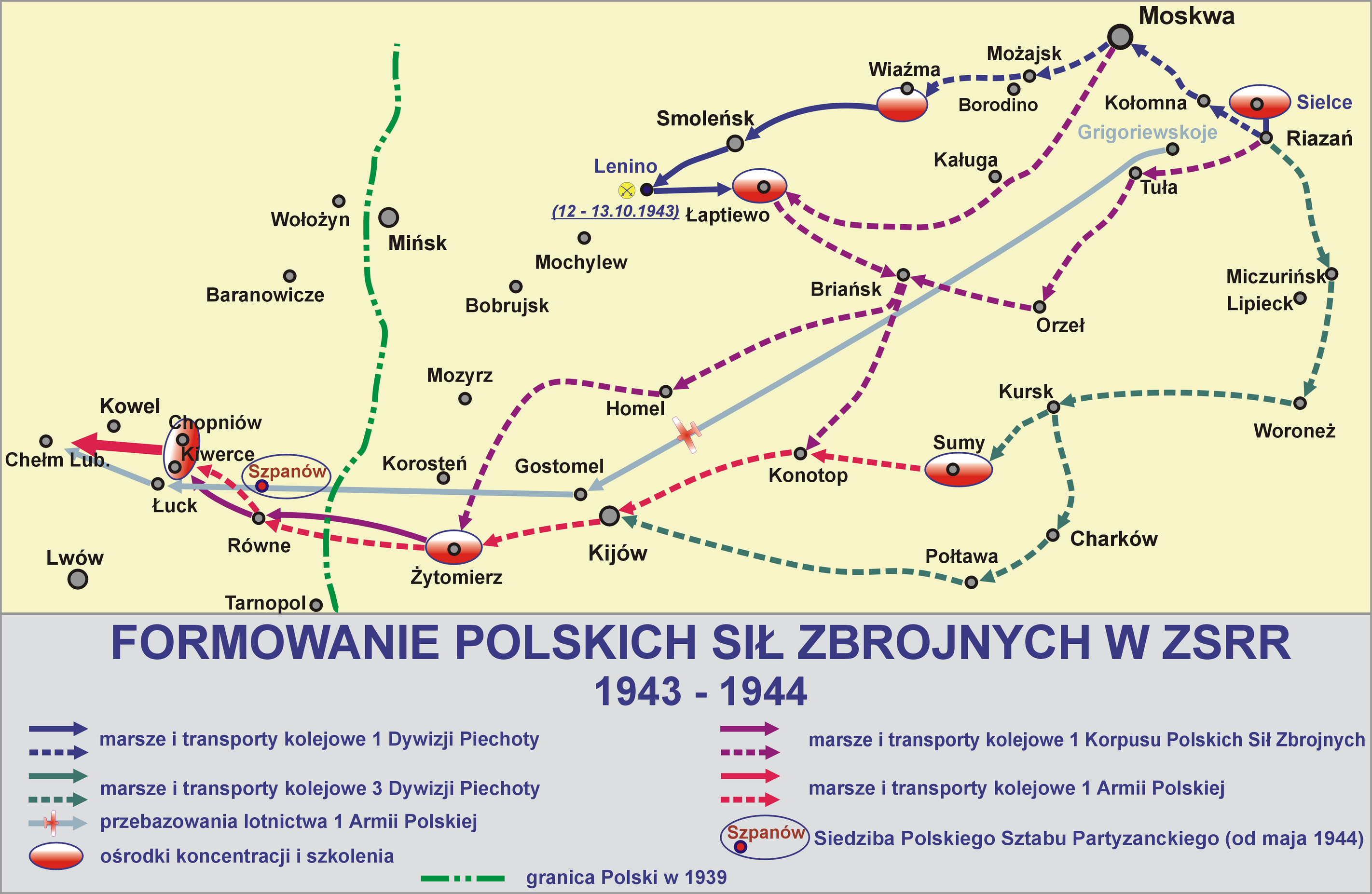
Polnische Streitkräfte in der Sowjetunion (1943–1944)

### Wichtigste Schlachten
- 1943: Schlacht bei Lenino
- 1944: Schlacht bei Studzianki
- 1945: Weichsel-Oder-Operation
- 1945: Schlacht um Ostpommern

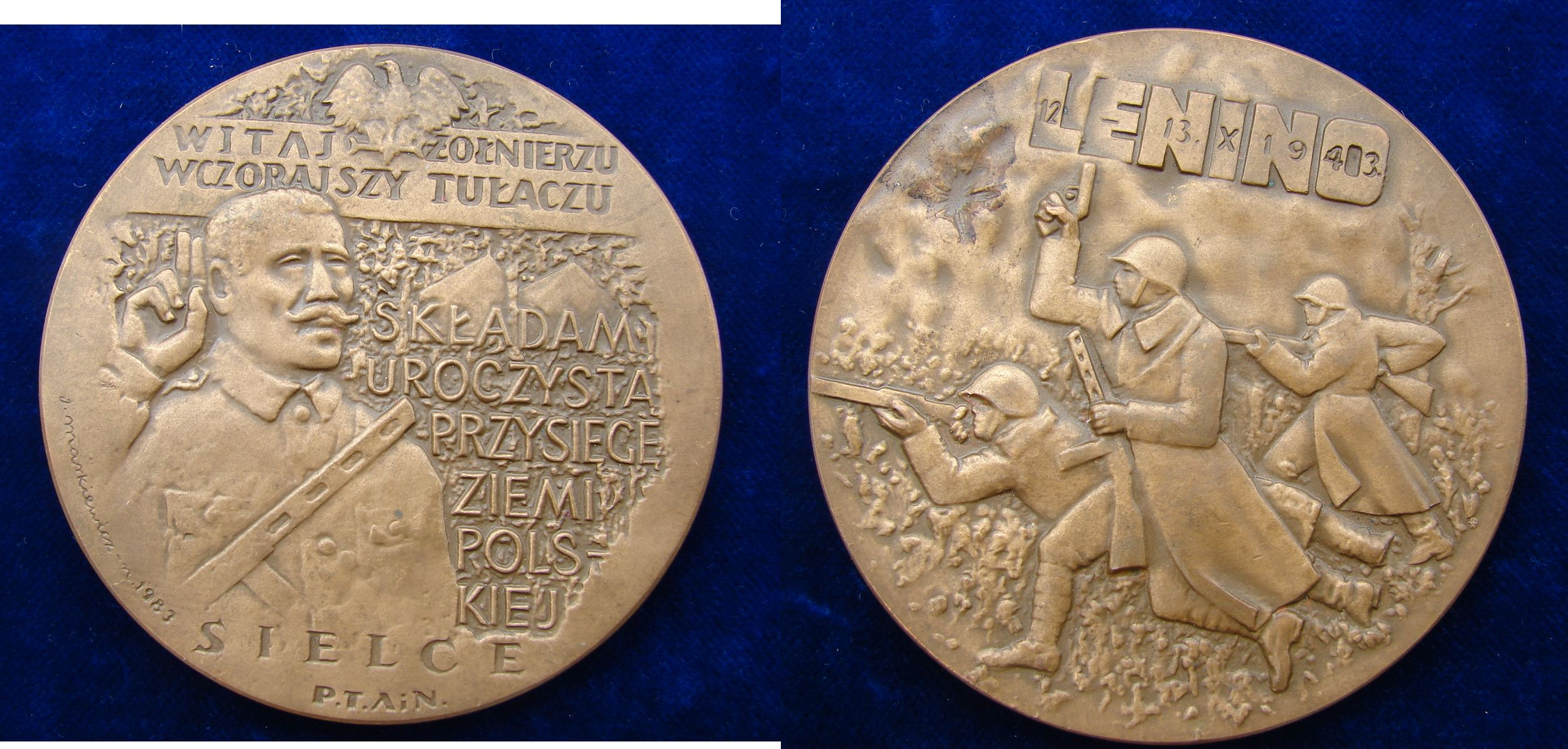
Polnische Erinnerungsmedaille 1983 von Józef Markiewicz an die Schlacht von Lenino 1943 in Weißrussland

- 1945: Schlacht um die Seelower Höhen
- 1945: Schlacht um Bautzen
- 1945: Schlacht um Berlin
- 1945: Prager Operation